# CA Boca Unidos
CA Boca Unidos is een Argentijnse voetbalclub uit de provincie Corrientes. Sinds 2009 speelt de club in de Primera B Nacional.